# Super Bowl LVIII
A Super Bowl LVIII a 2023-as NFL-szezon döntője. A mérkőzést a Super Bowl LIV résztvevői, a Kansas City Chiefs és a San Francisco 49ers játszotta, a nevadai Allegiant Stadionban. A Chiefs a címvédő, miután 2023-ban legyőzték a Philadelphia Eagles csapatát. A 2000-es évek eleje óta az első csapat lett a Chiefs, ami meg tudta védeni bajnoki címét, miután hosszabbításban 25–22-re legyőzték a 49erst. Ez volt az első Super Bowl a megújított szabályok bevezetése óta, hogy hosszabbítást játszottak a csapatok. Az MVP a quarterback Patrick Mahomes lett, szintén sorozatban másodjára, összességében harmadjára.
Ez az első Super Bowl, amit Nevadában rendeztek és sorozatban a harmadik év, mikor az Egyesült Államok nyugati oldalán került megrendezésre az esemény, Inglewood és Glendale után.

## Csapatok

### San Francisco 49ers

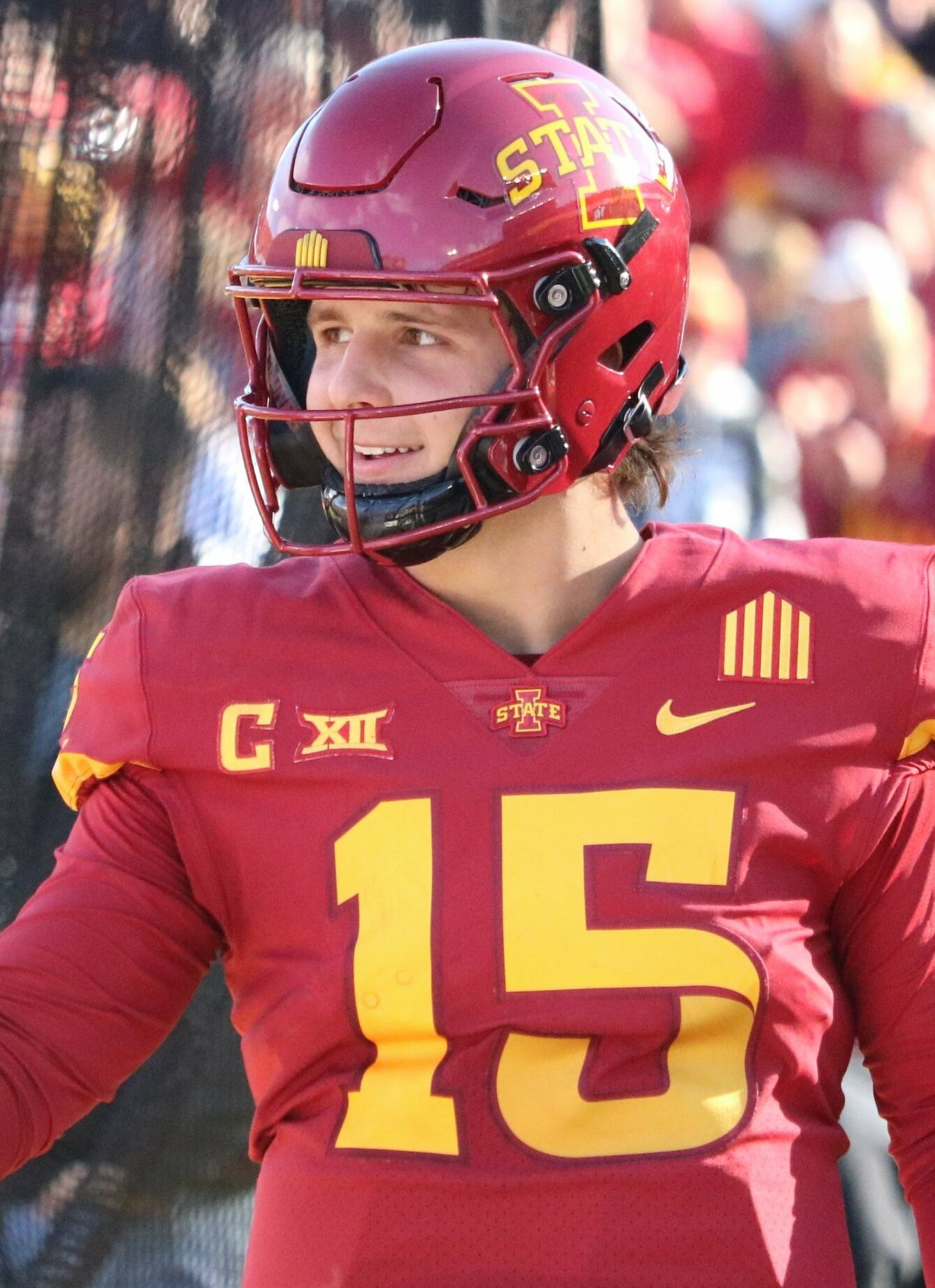
Brock Purdy, 2021-ben, még egyetemen

Hetedéves edzőjükkel, Kyle Shanahannel, a San Francisco 49ers tizenkét győzelemmel és öt vereséggel zárta a szezont, a National Football Conference legjobb csapataként, ezzel kihagyva a rájátszás első fordulóját.
Az előző szezonban újonc Brock Purdy quarterback vezetésével a csapat az előző szezonban a főcsoportdöntőbe jutott, amit követően a 49ers elküldte Trey Lance-t, a harmadik választásukat a 2021-es NFL-drafton, hogy Purdy legyen a kezdőjük. Első szezonjában beválasztották a Pro Bowlra, miután 4280 yardot és 31 touchdownt dobott, tizenegy labdaszerzés mellett. Az NFL legjobb passz-értékelését tudta felmutatni (113,0). Az All-Pro running back, Christian McCaffrey vezetésével az offense szintén a legjobb volt a ligában. Neki volt a legtöbb scrimmage yardja (2023) és touchdownja (21). A San Francisco legfontosabb elkapói Brandon Aiyuk, George Kittle és Deebo Samuel voltak, akik mind több, mint ezer yardot értek el a szezon során. Az első csapat lettek, akik színeiben négy játékos is ezt elérte egy évadban. Az offense második lett a ligában, 398,4 yardot átlagolva mérkőzésenként, amik közül a passz-yardjaik (257,9) a negyedik legtöbb, rush yardjaik (140,5) pedig a második legtöbb volt. Az offensive vonal legfontosabb játékosa Trent Williams tackle volt, akit harmadjára választottak be az All-Pro csapatba és tizenegyedik alkalommal kapott Pro Bowl elismerést.
A defense szempontjából a 49ers a harmadik legjobb volt a ligában, csak 17,5 pontot kapva mérkőzésenként és 22 labdaszerzést szerezve. A defense fontos játékosai közé tartozott a Pro Bowl elismerést szerző defensive end Nick Bosa, aki 10,5 bezsákolással zárta a szezont, illetve Javon Hargrave (7,0) és Arik Armstead (5,0). Fred Warner All-Pro linebackernek összesen 132 szerelése volt, négy labdaszerzése, 2,5 bezsákolása és négy fumble-t kényszerített. A hátvédsort Charvarius Ward (5 labdaszerzés) és Deommodore Lenoir vezették.
Ez a mérkőzés a 49ers nyolcadik Super Bowlja. Az első öt alkalommal nyerni tudtak (XVI, XIX, XXIII, XXIV és XXIX), de az azt követő két döntőt (XLVII és LIV) elveszítették. Ha a 49ers nyert volna, az első NFC-csapat lehettek volna, akik hat Super Bowlt nyertek és mindössze csak a harmadik, a New England Patriots és a Pittsburgh Steelers után.

### Kansas City Chiefs

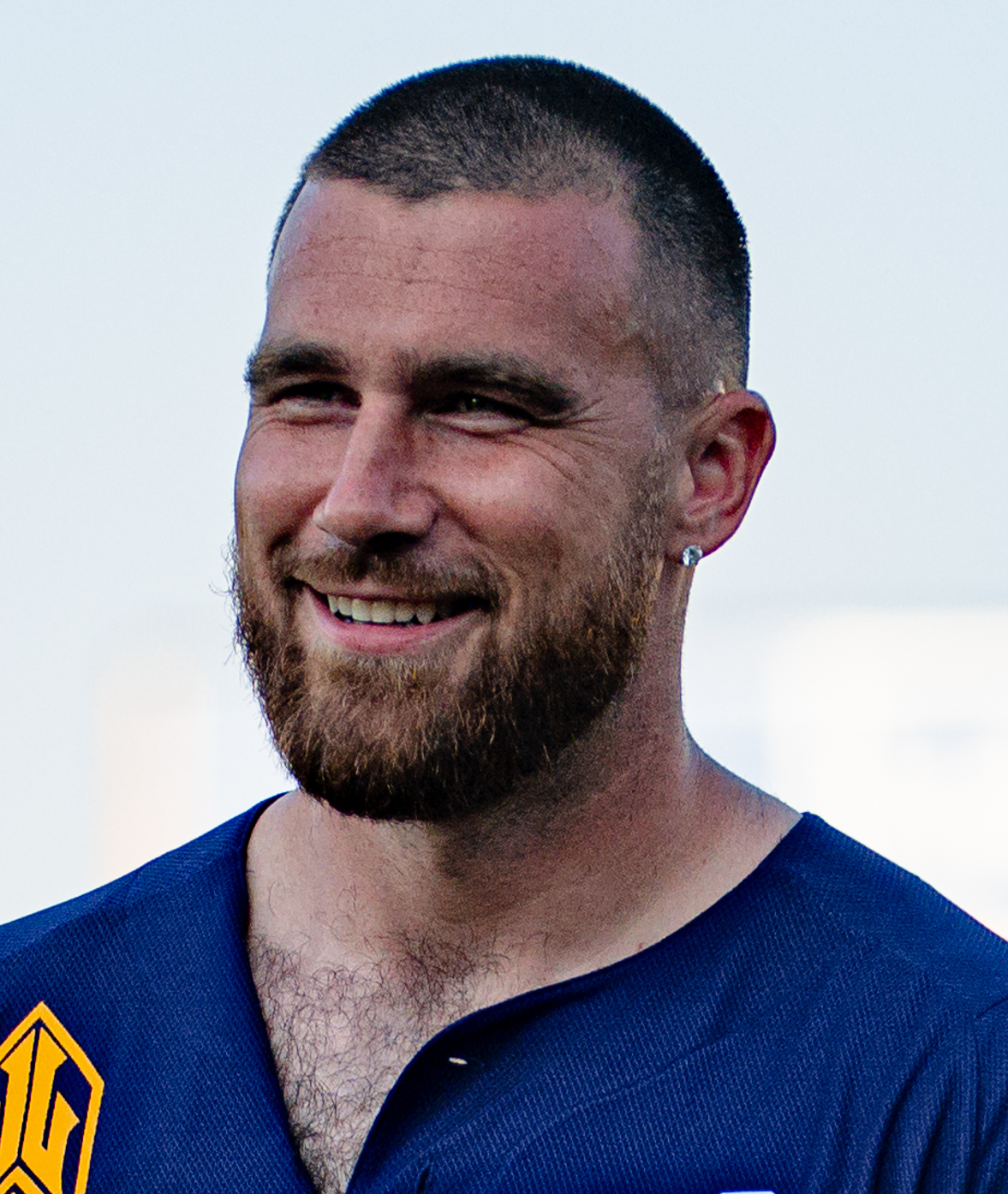
Travis Kelce, 2021-ben

A Kansas City Chiefs címvédőként kezdte meg a szezont, miután megnyerték a Super Bowl LVII-t a Philadelphia Eagles ellen. A 2023-as szezont 11–6-os mutatóval zárták, amivel sorozatban tizenegyedik alkalommal nyertek több mérkőzést, mint veszítettek és sorozatban nyolcadjára nyerték meg az AFC West csoportot. Harmadikak lettek a főcsoportban, a tizenegyedik szezonjában edzősködő Andy Reid vezetésével.
Hatodik kezdőként játszott szezonjában Patrick Mahomes quarterback a legrosszabb évadát zárta több kategóriában is. Ezek közé tartozott a passzonként szerzett yardok (7,0), mérkőzésenként szerzett passzoló yardok (261,4), labdaszerzések (14) és passz-értékelés (92,6). Elkapói kifejezetten sikertelenek voltak a szezon közben, a 18. héten a Chiefs vezette a ligát a legtöbb sikertelen elkapásért. Ennek ellenére Mahomes 67.2%-os passzhatékonyságot tudott felmutatni, ami számára karriercsúcs volt és 27 touchdownhoz adta a passzt. Travis Kelce öt szezon alatt negyedjére is a legtöbb elkapott yardot tudta felmutatni a csapat játékosai közül, bár 2015 óta először nem lépte át az 1000 yardos határt. Rashee Rice elkapó szerezte a legtöbb yardot a csapat wide receiverjei közül, 938-cal és hét touchdownja volt. Isiah Pacheco ugyanezekben a kategóriákban 935-öt és hetet tudott felmutatni. Az offensive line tagja két Pro Bowl-játékos is volt: Joe Thuney guard és Creed Humphrey center.
A Chiefs defensive line-jának tagja volt Chris Jones, kinek 10,5 bezsákolása volt, illetve George Karlaftis (10,5) A hátvédsor legfontosabb játékosai L’Jarius Sneed (két labdaszerzés, 78 szerelés), Trent McDuffie (három bezsákolás, 80 szerelés és öt kényszerített fumble) és Justin Reid safety (95 szerelés, egy labdaszerzés és három bezsákolás) voltak.
A Super Bowl LVIII a Chiefs hatodik szereplése a döntőben, a negyedik az elmúlt öt évben, amit mind Andy Reid edzővel, Patrick Mahomes quarterbackkel és Travis Kelce tight enddel értek el. A Chiefs háromszoros bajnok (IV, LIV és LVII) és kétszer kellett megelégedniük a második hellyel (I és LV). 1962-ben szintén bajnokok voltak (Dallas Texans néven), bár ez még a Super Bowl-éra előtti időszaknak számít. A Chiefs a New England Patriots óta (XXXVIII és XXXIX) az első csapat lett, amely megvédte címét.

## Rájátszás
| San Francisco 49ers | San Francisco 49ers | Forduló         | Kansas City Chiefs | Kansas City Chiefs |
| Ellenfél            | Eredmény            | Forduló         | Ellenfél           | Eredmény           |
| ------------------- | ------------------- | --------------- | ------------------ | ------------------ |
| Nem játszott        | Nem játszott        | Első forduló    | Miami Dolphins     | 26–7               |
| Green Bay Packers   | 24–21               | Második forduló | Buffalo Bills      | 27–24              |
| Detroit Lions       | 34–24               | Főcsoportdöntő  | Baltimore Ravens   | 17–10              |

Az NFC első helyezettjeként a 49ers-nek nem kellett szerepelnie az első fordulóban. A második fordulóban a 49ers a hetedik Green Bay Packers ellen játszott. Ugyan a Packers 21–14-es előnyben volt a negyedik negyed elején, a 49ers 24–21-re diadalmaskodott egy Purdy által vezetett kései drive-nak és Christian McCaffrey touchdownjának köszönhetően. Dre Greenlaw linebacker biztosította be a győzelmet, miután megszerezte a labdát Jordan Love quarterbacktől az utolsó támadás közben. Ennek következtében a 49ers sorozatban harmadjára is eljutott a főcsoportdöntőig. Ezen mérkőzésen a Detroit Lions érkezett San Franciscóba, a 49ers elég hamar hátrányba került, félidőben az eredmény 24–7 volt. A negyedik negyedre viszont már 34–24-es előnyben volt a kaliforniai csapat, megszakítás nélkül 27 pontot szerezve. Ugyan a Lions szerzett még egy touchdownt, a rúgást nem értékesítették, így kikaptak.
A harmadik helyezettként a Chiefs a hatodik Miami Dolphins ellen játszott az első fordulóban. A kezdőrúgás időpontjában a hőmérséklet –20 °C volt a stadionban, a negyedik leghidegebb az NFL történetében. A Chiefs könnyen nyert, a végeredmény 26–7 volt. A Dolphins pontjai Tua Tagovailoa passza után szerzett touchdownból születtek, amit a Chiefs korábbi wide receivere, Tyreek Hill értékesített. A Mahomes-érában először kellett idegenben pályára lépnie a csapatnak a rájátszásban, mikor a második helyezett Buffalo Bills otthonába utaztak. A Chiefs 27–24-re diadalmaskodott, de ötször is megváltozott a találkozó során az előnyben lévő csapat kiléte. A győzelemmel a Chiefs sorozatban hatodjára is főcsoportdöntős lett, a Baltimore Ravens ellen játszva. A Ravens védekező és támadási hibái következtében a Chiefs nyerni tudott 17–10-re, miután a félidei eredmény 17–7 volt.

## A mérkőzés
| Super Bowl LVIII – San Francisco 49ers vs Kansas City Chiefs | Super Bowl LVIII – San Francisco 49ers vs Kansas City Chiefs | Super Bowl LVIII – San Francisco 49ers vs Kansas City Chiefs | Super Bowl LVIII – San Francisco 49ers vs Kansas City Chiefs | Super Bowl LVIII – San Francisco 49ers vs Kansas City Chiefs | Super Bowl LVIII – San Francisco 49ers vs Kansas City Chiefs                                                               | Super Bowl LVIII – San Francisco 49ers vs Kansas City Chiefs | Super Bowl LVIII – San Francisco 49ers vs Kansas City Chiefs |
| --- | ------------------------------------------------------------ | ------------------------------------------------------------ | ------------------------------------------------------------ | ------------------------------------------------------------ | --- | ------------------------------------------------------------ | ------------------------------------------------------------ |
| - Helyszín: Allegiant Stadion, Paradise, Nevada - Dátum: 2024. február 11. - Időpont: 15:40 PST (00:40 CET) - Időjárás: Beltéri stadion - Játékvezető: Bill Vinovich - Jegyzőkönyv | Negyed                                                       | 1                                                            | 2                                                            | 3                                                            | 4 | H                                                            | Eredmény                                                     |
| - Helyszín: Allegiant Stadion, Paradise, Nevada - Dátum: 2024. február 11. - Időpont: 15:40 PST (00:40 CET) - Időjárás: Beltéri stadion - Játékvezető: Bill Vinovich - Jegyzőkönyv | 49ers                                                        | 0                                                            | 10                                                           | 0                                                            | 9 | 3                                                            | 22                                                           |
| - Helyszín: Allegiant Stadion, Paradise, Nevada - Dátum: 2024. február 11. - Időpont: 15:40 PST (00:40 CET) - Időjárás: Beltéri stadion - Játékvezető: Bill Vinovich - Jegyzőkönyv | Chiefs                                                       | 0                                                            | 3                                                            | 10                                                           | 6 | 6                                                            | 25                                                           |
| \| N \| Drive \| Drive \| Drive \| Csapat \| Play leírása \| Pont \| Pont \| \| N \| Play \| Yard \| Időtartam \| Csapat \| Play leírása \| 49ers \| Chiefs \| \| - \| ----- \| ----- \| --------- \| ------ \| -------------------------------------------------------------------------------------------------------------------------- \| ----- \| ------ \| \| 2 \| 10 \| 46 \| 4:05 \| SF \| 55 yardos mezőnygól (Jake Moody). \| 3 \| 0 \| \| 2 \| 8 \| 67 \| 3:26 \| SF \| 21 yardos touchdown elkapás (Christian McCaffrey; Jauan Jennings passz). Jutalomrúgás értékesítve (Moody). \| 10 \| 0 \| \| 2 \| 13 \| 65 \| 4:03 \| KC \| 28 yardos mezőnygól (Harrison Butker). \| 10 \| 3 \| \| 3 \| 9 \| 47 \| 4:01 \| KC \| 57 yardos mezőnygól (Harrison Butker). \| 10 \| 6 \| \| 3 \| 1 \| 16 \| 0:04 \| KC \| 16 yardos touchdown elkapás (Marquez Valdes-Scantling; Patrick Mahomes passz). Jutalomrúgás értékesítve (Harrison Butker). \| 10 \| 13 \| \| 4 \| 12 \| 75 \| 6:06 \| SF \| 10 yardos touchdown elkapás (Jauan Jennings; Brock Purdy passz). Jutalomrúgás blokkolva. \| 16 \| 13 \| \| 4 \| 12 \| 69 \| 5:36 \| KC \| 24 yardos mezőnygól (Harrison Butker). \| 16 \| 16 \| \| 4 \| 7 \| 40 \| 3:53 \| SF \| 53 yardos mezőnygól (Jake Moody). \| 19 \| 16 \| \| 4 \| 11 \| 64 \| 1:50 \| KC \| 29 yardos mezőnygól (Harrison Butker). \| 19 \| 19 \| \| H \| 13 \| 76 \| 7:38 \| SF \| 27 yardos mezőnygól (Jake Moody). \| 22 \| 19 \| \| H \| 14 \| 75 \| 7:19 \| KC \| 3 yardos touchdown elkapás (Mecole Hardman Jr.; Patrick Mahomes passz). \| 22 \| 25 \| \| \| \| \| \| \| \| 22 \| 25 \| |                                                              |                                                              |                                                              |                                                              | |                                                              |                                                              |
| N | Drive                                                        | Drive                                                        | Drive                                                        | Csapat                                                       | Play leírása | Pont                                                         | Pont                                                         |
| N | Play                                                         | Yard                                                         | Időtartam                                                    | Csapat                                                       | Play leírása | 49ers                                                        | Chiefs                                                       |
| 2 | 10                                                           | 46                                                           | 4:05                                                         | SF                                                           | 55 yardos mezőnygól (Jake Moody).                                                                                          | 3                                                            | 0                                                            |
| 2 | 8                                                            | 67                                                           | 3:26                                                         | SF                                                           | 21 yardos touchdown elkapás (Christian McCaffrey; Jauan Jennings passz). Jutalomrúgás értékesítve (Moody).                 | 10                                                           | 0                                                            |
| 2 | 13                                                           | 65                                                           | 4:03                                                         | KC                                                           | 28 yardos mezőnygól (Harrison Butker).                                                                                     | 10                                                           | 3                                                            |
| 3 | 9                                                            | 47                                                           | 4:01                                                         | KC                                                           | 57 yardos mezőnygól (Harrison Butker).                                                                                     | 10                                                           | 6                                                            |
| 3 | 1                                                            | 16                                                           | 0:04                                                         | KC                                                           | 16 yardos touchdown elkapás (Marquez Valdes-Scantling; Patrick Mahomes passz). Jutalomrúgás értékesítve (Harrison Butker). | 10                                                           | 13                                                           |
| 4 | 12                                                           | 75                                                           | 6:06                                                         | SF                                                           | 10 yardos touchdown elkapás (Jauan Jennings; Brock Purdy passz). Jutalomrúgás blokkolva.                                   | 16                                                           | 13                                                           |
| 4 | 12                                                           | 69                                                           | 5:36                                                         | KC                                                           | 24 yardos mezőnygól (Harrison Butker).                                                                                     | 16                                                           | 16                                                           |
| 4 | 7                                                            | 40                                                           | 3:53                                                         | SF                                                           | 53 yardos mezőnygól (Jake Moody).                                                                                          | 19                                                           | 16                                                           |
| 4 | 11                                                           | 64                                                           | 1:50                                                         | KC                                                           | 29 yardos mezőnygól (Harrison Butker).                                                                                     | 19                                                           | 19                                                           |
| H | 13                                                           | 76                                                           | 7:38                                                         | SF                                                           | 27 yardos mezőnygól (Jake Moody).                                                                                          | 22                                                           | 19                                                           |
| H | 14                                                           | 75                                                           | 7:19                                                         | KC                                                           | 3 yardos touchdown elkapás (Mecole Hardman Jr.; Patrick Mahomes passz).                                                    | 22                                                           | 25                                                           |
| |                                                              |                                                              |                                                              |                                                              | | 22                                                           | 25                                                           |

## Rekordok
Jake Moody (49ers) a második negyedben értékesítette a Super Bowl történetének legtávolabbi mezőnyrúgását (55 yard), amit a harmadik negyedben a Chiefs kickerje, Harrison Butker, megdöntött (57 yard).

## Lövöldözés
Február 14-én a Kansas City Chiefs győzelmi felvonulást tartott Kansas Cityben, a Union Station közelében. Összesen 800 ezer ember gyűlt össze a nagyjából 3 kilométer széles területen és sok gyerek és család is a helyszínen volt, mivel a környéki iskolák törölték óráikat az ünnepség miatt. Nem sokkal a felvonulás befejezte után, 14:00 körül a vonatállomás közelében két személy lövöldözni kezdett, egy ember életét vesztette és több, mint húszan megsérültek, beleértve gyerekeket is. A Chiefs az állomás épületében tartózkodott ekkor.